# Монетта (Південна Кароліна)
Монетта (англ. Monetta) — місто (англ. town) в США, в округах Ейкен і Салуда штату Південна Кароліна. Населення — 205 осіб (2020).

## Географія
Монетта розташована за координатами 33°50′59″ пн. ш. 81°36′35″ зх. д. / 33.84972° пн. ш. 81.60972° зх. д. (33.849723, -81.609636).  За даними Бюро перепису населення США в 2010 році місто мало площу 1,91 км², уся площа — суходіл.

## Демографія
Згідно з переписом 2010 року, у місті мешкало 236 осіб у 90 домогосподарствах у складі 70 родин. Густота населення становила 124 особи/км².  Було 104 помешкання (54/км²).
Расовий склад населення:
| - 73,3 % — білих - 18,6 % — чорних або афроамериканців - 3,8 % — осіб інших рас |

До двох чи більше рас належало 4,2 %. Частка іспаномовних становила 13,6 % від усіх жителів.
За віковим діапазоном населення розподілялося таким чином: 21,6 % — особи молодші 18 років, 62,3 % — особи у віці 18—64 років, 16,1 % — особи у віці 65 років та старші. Медіана віку мешканця становила 43,4 року. На 100 осіб жіночої статі у місті припадало 82,9 чоловіків;  на 100 жінок у віці від 18 років та старших — 79,6 чоловіків також старших 18 років.
Середній дохід на одне домашнє господарство  становив 45 974 долари США (медіана — 28 750), а середній дохід на одну сім'ю — 56 000 доларів (медіана — 45 625). За межею бідності перебувало 29,8 % осіб, у тому числі 65,7 % дітей у віці до 18 років та 2,4 % осіб у віці 65 років та старших.
Цивільне працевлаштоване населення становило 82 особи. Основні галузі зайнятості: освіта, охорона здоров'я та соціальна допомога — 19,5 %, науковці, спеціалісти, менеджери — 18,3 %, роздрібна торгівля — 13,4 %, виробництво — 12,2 %.